# Michael Marrinan
Michael Joseph Marrinan (* 12. März 1949 in Saint Paul) ist ein US-amerikanischer Kunsthistoriker.

## Leben
Er erwarb den B.A. am University of Minnesota College of Liberal Arts (1967–1973) und den M.A. 1976 und den Ph.D. 1983 bei Robert Rosenblum am New York University Institute of Fine Arts (1973–1983). Er lehrte an der Stanford University (2004–2015: Professor für Kunstgeschichte).

## Schriften (Auswahl)
- Painting politics for Louis-Philippe. Art and ideology in Orléanist France, 1830–1848. New Haven 1988, ISBN 0-300-03853-4.
- mit Hans Ulrich Gumbrecht (Hg.): Mapping Benjamin. The work of art in the digital age. Stanford 2003, ISBN 0-8047-4435-1.
- Romantic Paris. Histories of a cultural landscape, 1800–1850. Stanford 2009, ISBN 0-8047-5062-9.
- Gustave Caillebotte. Painting the Paris of naturalism, 1872–1887. Los Angeles 2016, ISBN 978-1-60606-507-5.